# Tre Coppe Parabiago
La Tre Coppe Parabiago è stata una corsa in linea maschile di ciclismo su strada, che si svolse nei dintorni di Parabiago, in Lombardia, per 4 edizioni. Vide parteciparvi i più importanti corridori dell'epoca, come Carlo Galetti, tre volte vincitore del Giro d'Italia; questi alla Tre Coppe Parabiago, fece 2 volte primo e 2 volte secondo, salendo quindi per 4 volte sul podio in tutte e 4 le edizioni svolte.

## Albo d'oro
Aggiornato all'edizione 1911.
| Anno | Vincitore         | Secondo                  | Terzo           |
| ---- | ----------------- | ------------------------ | --------------- |
| 1908 | Clemente Canepari | Carlo Galetti            | Carlo Oriani    |
| 1909 | Giovanni Cuniolo  | Carlo Galetti            | Giovanni Gerbi  |
| 1910 | Carlo Galetti     | Jean-Baptiste Dortignacq | Omer Beaugendre |
| 1911 | Carlo Galetti     | Giovanni Cocchi          | Pietro Aymo     |